# Подпольный обком действует
«Подпольный обком действует» — четырёхсерийный телевизионный художественный фильм режиссёра Анатолия Буковского о партизанском движении на Черниговщине в годы Великой Отечественной войны, снятый по мотивам одноимённой книги мемуаров А. Ф. Фёдорова на Киностудии им. А. Довженко в 1978 году. Премьера состоялась 26 ноября 1979 года.
В фильме использованы архивные материалы, кинохроника, а также фотодокументы военного корреспондента Якова Борисовича Давидзона.

## Сюжет
Первая серия. «Война». Июнь — сентябрь 1941 года. Сразу после начала Великой Отечественной войны Черниговским областным комитетом партии было принято решение организовать строительство в лесах Черниговщины сети партизанских баз, складируя большие запасы оружия и продовольствия. Обком переходит на нелегальное положение и начинает работу в подполье. Координатором всех предпринимаемых усилий и командиром партизан становится первый секретарь Черниговского обкома Алексей Фёдорович Фёдоров.
Вторая серия. «Большой отряд». Октябрь — декабрь 1941 года. Фёдоров, находясь в инспекционной поездке, попадает в район, захваченный противником, и вынужден пробираться к своим вместе с бойцами и командирами окружённых воинских частей. После первых столкновений руководство партизанскими отрядами принимает решение изменить тактику. Вместо малочисленных и слабых отрядов должны появиться укрупнённые партизанские соединения. Это решение неоднозначно воспринято командирами, и Фёдорову приходится применить весь свой талант организатора для безусловного выполнения приказа.
Третья серия. «Партизаны». Январь — декабрь 1942 года. Партизаны проводят первую крупную операцию. В селе Погорельцы уничтожены склады с боеприпасами и гарнизон охранения. По деревням распространяются листовки с правдивой информацией о положении на фронте. Много сил уходит на борьбу с карательными отрядами. От командования сводный партизанский отряд получает техническую помощь, налаживается радиосвязь, самолётами доставляется необходимое вооружение и продовольствие. Если на первом этапе приходилось избегать боёв и переходить с места на место, то теперь всё чаще партизаны занимают оборону и встречают противника огнём.
Четвёртая серия. «Ковельский узел». Январь 1943 — май 1944 года. Разведкой отряда ликвидирован предатель Томашевский, успевший выдать место расположения лесного аэродрома. Фёдоров со штабом летит в Москву. Получен приказ разделить соединение на две части. Осознавая значение военных действий на Орловско-Курском направлении, Ставка поручила партизанам начать рельсовую войну в районе Ковельского стратегического узла. Там скопилось большое число дивизий, ожидающих отправку на Курскую дугу. Командиром Черниговского соединения стал Попудренко, а Фёдоров возглавил подпольный Волынский обком. Ожидая штурм Ковеля, противник укрепил оборону. Партизаны организовали три крупных диверсионных группы, которые надёжно блокировали железнодорожное сообщение в районе Ковеля.

## В ролях
- Виктор Щербаков — Алексей Фёдоров
- Сергей Дворецкий — Владимир Дружинин
- Николай Гринько — Демьян Коротченко
- Анатолий Барчук — Николай Попудренко
- Николай Шутько — Тимофей Строкач
- Александр Безыментов — Илья Старинов
- Виктор Мирошниченко — Василий Капранов
- Виктор Лазарев — Климент Ворошилов
- Юрий Мажуга — Семён Бесараб
- Александр Михайлов — Виталий Капралов
- Николай Олейник — Новиков
- Николай Мерзликин — Яков Батюк
- Николай Сектименко — Симоненко
- Валентина Владимирова — Петровна
- Виктор Демерташ — Яков
- Владимир Олексеенко — Григорий Бодько
- Богдан Бенюк — Андрей Коровин
- Нина Антонова — Мария Бесараб
- Юрий Мысенков — Дмитрий Рванов
- Любовь Омельченко — Катя Рудая
- Нина Ильина — Леся Бодько
- Вацлав Дворжецкий — Хороводов
- Евгений Митько — Артазеев
- Сергей Подгорный — Кравцов
- Леонид Яновский — Смирнов
- Александр Милютин — Томашевский
- Лилия Дзюба — Лилия Карастоянова
- Александр Гонтарь — Ярёменко
- Виктор Панченко — Володин
- Сергей Московченко — Гарбузенко
- Владимир Авраменко — Ярчук
- Г. Ведмидский — Зубко
- Валентин Голубенко — предатель
- Владимир Волков — Степан Ковтун
- А. Клеин — Плевако
- Г. Царёв — Зусь
- Елена Хроль — Настя
- Валерий Панарин — партизан
- Неонила Гнеповская — Антонина Васильевна, секретарь
- Наталия Гебдовская — Прасковья Сидоровна
- Дмитрий Миргородский — Григорий Васильевич Балицкий (4 серия)

В эпизодах
- Г. Болотов, Г. Заславец, Н. Соловьёв, В. Талашко, Н. Юдин, Н. Воронин, В. Галена, Г. Дворников, В. Ефимов, Б. Мажуга, В. Маляревич, И. Матвеев, В. Пащенко, С. Пархоменко, А. Поворознюк, В. Пупков, В. Рудницкий, В. Соломка, В. Шестопалов, В. Лазарев, Е.Шутов

## Съёмочная группа
- Автор сценария: Евгений Митько
- Режиссёр-постановщик: Анатолий Буковский
- Оператор-постановщик: Виталий Зимовец
- Композитор: Вадим Храпачёв
- Исполнитель песен: Иосиф Кобзон
- Текст песен: Роберт Рождественский
- Художник-постановщик: Анатолий Мамонтов
- Режиссёр: Ю. Хоменко
- Оператор: П. Лойко
- Звукооператор: В. Брюнчиги
- Государственный симфонический оркестр УССР — дирижёр Ф. И. Глущенко
- Художник-декоратор: В. Бескровный
- Художник по костюмам: И. Вакуленко
- Художник-гримёр: А. Лосева
- Монтажёр: Т. Кряченко
- Редактор: Ю. Морозов
- Оператор комбинированных съёмок: М. Бродский
- Художник комбинированных съёмок: М. Полунин[укр.]
- Пиротехники: И. Целковиков, И. Алексеенко
- Ассистенты режиссёра: Н. Пилко, З. Михайленко, В. Фомченко
- Ассистенты оператора: В. Довгалёв, В. Шкурко
- Консультанты: генерал-лейтенант Г. Городецкий, генерал-лейтенант В. Носков
- Директор: Борис Волынский
- От автора: дважды Герой Советского Союза Алексей Фёдорович Фёдоров